# Zil Çalınca
Zil Çalınca é um sitcom do canal Disney Channel Turquia produzida em parceria com a Tims Productions  O Sitcom é inspirado na versão americana de As the Bell Rings, que por sua vez é inspirada na original Italiana Quelli dell'Intervallo. A duração de cada episódio é de aproximadamente 6-8 minutos.

## Personagens
| Elenco              | Elenco  | Elenco        | Elenco |
| Ator                | Papel   | Período       |        |
| ------------------- | ------- | ------------- | ------ |
| Turhan Cihan Şimşek | Metehan | 2012-Presente |        |
| Elif Ceren Balıkçı  | Merve   | 2012-Presente |        |
| Merve Hazer         | Ada     | 2012-Presente |        |
| Miray Daner         | Duygu   | 2012-Presente |        |
| Emir Çalıkkocaoğlu  | Korcan  | 2012-Presente |        |
| Aylin Üskaya        | Aslı    | 2009-Presente |        |
| Lorin Merhart       | Acar    | 2012-Presente |        |
| Barkay Mercan       | Tanıl   | 2012-Presente |        |
| Yağmur Yılmaz       | Nisan   | 2012-Presente |        |
| Fırat Can Aydın     | Sarp    | 2012-Presente |        |

| Sinan Güler | ela mesma |

## Episódios
| Temporada | Temporada | Episódios | Exibição Turquia      | Encerramento Turquia |
| --------- | --------- | --------- | --------------------- | -------------------- |
|           | 1         | 19        | 23 de Abril de 2012   | 24 de Agosto de 2012 |
|           | 2         | 21        | 24 de outubro de 2012 | 2013                 |